# Das Katerchen, das Hähnchen und der Fuchs
Das Katerchen, das Hähnchen und der Fuchs ist ein Tiermärchen (AaTh 61 B), das im litauischen, ukrainischen, belorussischen und russischen Sprachraum bekannt ist.

## Handlung
Hähnchen und Katerchen fressen die Grütze und den Speck auf, woraufhin sie davon gejagt werden. Im Wald bauen sie sich ein Häuschen und während das Hähnchen das Haus hütet, besorgt das Katerchen das Essen. Als das Katerchen wieder einmal unterwegs ist, kommt der Fuchs vorbei, mit der Bitte um Feuer, doch als das Hähnchen das Türchen öffnet, wird es vom Fuchs gepackt, der es sogleich verschleppt. Da singt das Hähnchen, sodass es das Katerchen hört, woraufhin dieses herbeieilt, um das Hähnchen zu befreien. Dieses fällt aber wieder auf den Trick des Fuchses herein und diesmal hört das Katerchen es nicht, wodurch der Fuchs es sich garkochen kann.
Als das Katerchen merkt, dass das Hähnchen fort ist, macht es sich ein großes Fiedelchen, ein Trömmelchen und ein Stöckchen, mit denen es in die Nähe der Füchse geht und spielt. Die Füchse hören die Musik und ein Fuchsfräulein möchte sich das Geschehen anschauen. Es wäscht sich also und macht sich hübsch, doch als es das Katerchen erreicht, gibt dieses ihm mit dem Stöckchen eins gegen die Stirn und erschlägt es somit. Auch alle anderen Töchter der Füchsin werden nach und nach erschlagen und als diese sehen will, wo ihre Töchter bleiben, findet auch sie den Tod.
Das Katerchen geht daraufhin ins Häuschen der Füchse, findet das gekochte Hähnchen, wirft es über den Kopf, über die Schulter, und da ist das Hähnchen wieder lebendig.

## Hintergrund
Eine litauische Version des Märchens ist im dritten Band (Pasakos, V. 1965 [Märchen]) des Werkes Lietuviụ tautosaka (Vyr. red. Kostas Korsakas, Bd. 1–5, Vilnius 1962–1968, zu dt. Litauische Volksdichtung) zu finden. Sie wurde 1958 in Vilnius von P. Jokimaitienė (Text) und B. Uginčius (Melodie) nach der Erzählerin Marija Lelkiūtė-Povilaitienė aufgezeichnet und bekam im Deutschen den Titel Das Katerchen, das Hähnchen und der Fuchs.
Eine weniger brutale ukrainische Version wurde in Borys Dmytrowytsch Hrintschenkos Werk Ukrainische Volksmärchen, ausgewählt für Kinder auf Seite 11f veröffentlicht. Diese wurde Anfang des 20. Jh. aufgezeichnet und ins Deutsche mit Die Füchsin, der Kater und der Hahn übersetzt. Das Märchen ist auch in Belarus und mit 22 Varianten in Russland bekannt. Alexander Nikolajewitsch Afanassjews russische Version, die im Deutschen den Titel Der Kater, der Hahn und der Fuchs erhielt, endet mit dem Tod des Hahns und verschont den Fuchs.